# Tilba

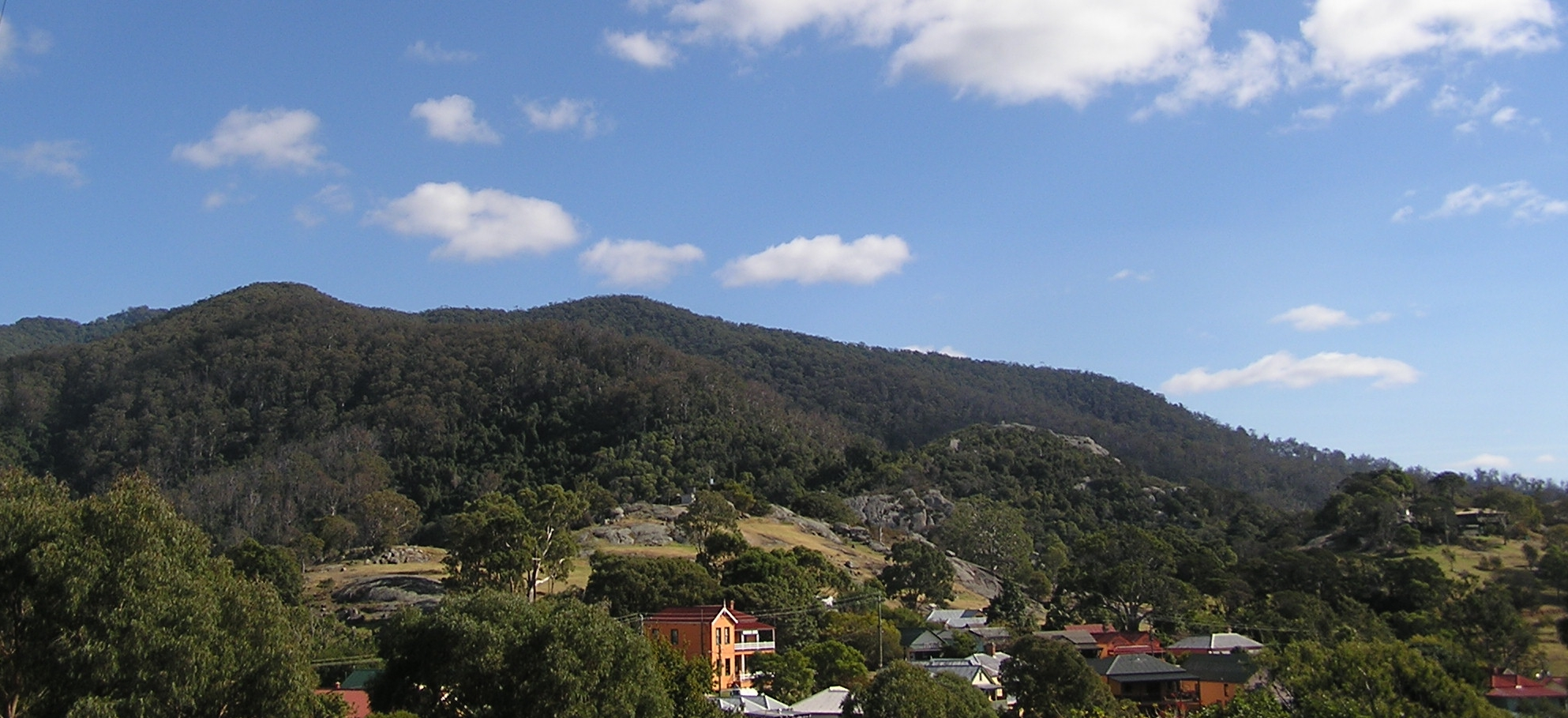
Mount Gulaga y Central Tilba

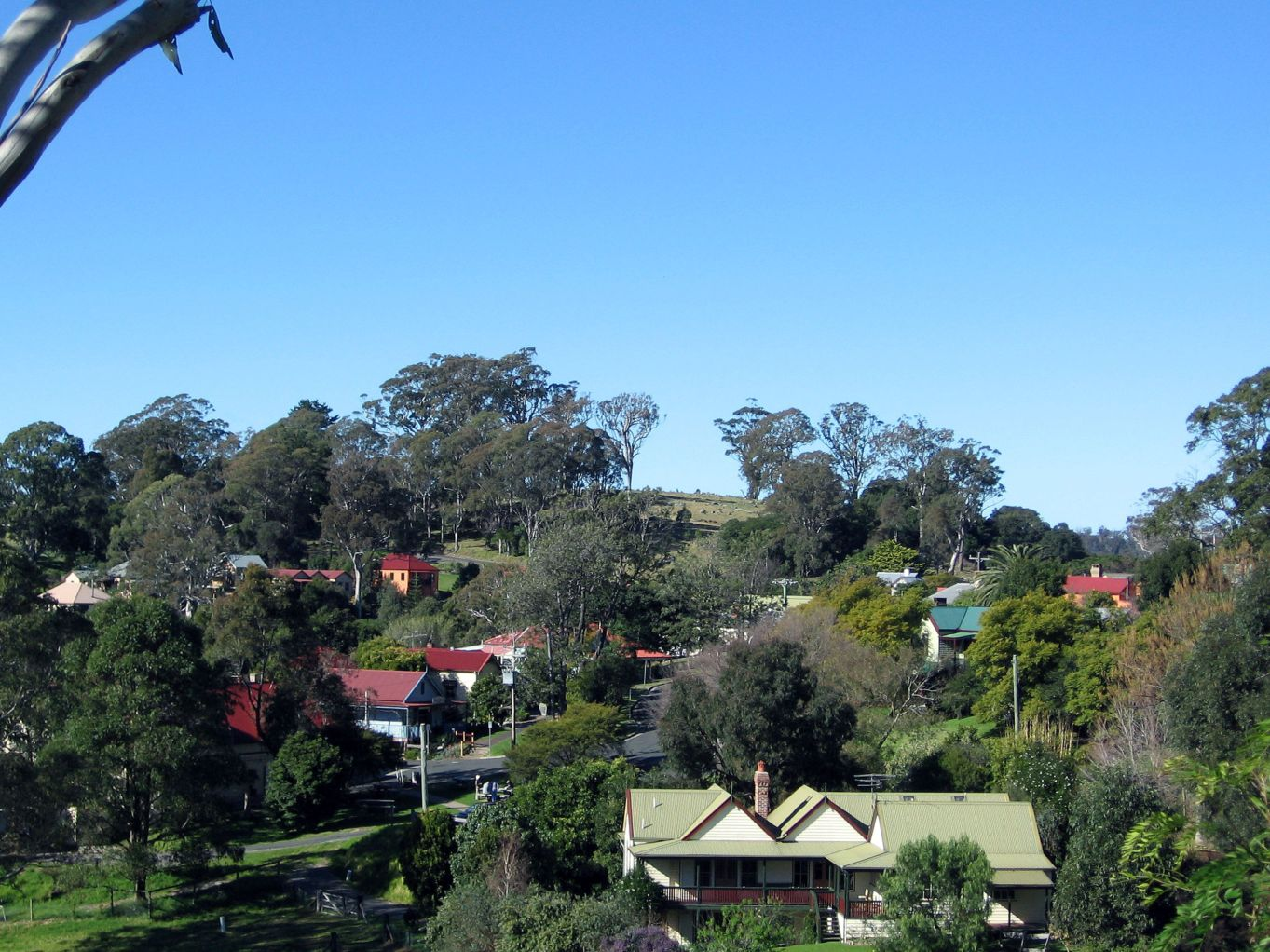
Central Tilba

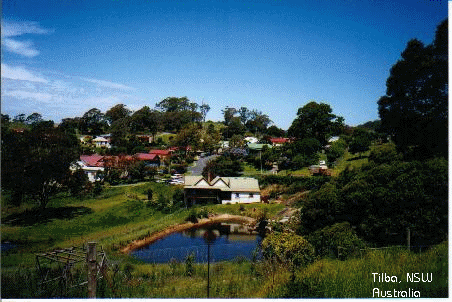
Tilba, New South Wales.

Tilba es un pueblo del condado de Eurobodalla, en Nueva Gales del Sur en Australia.
La región estaba habitada por los aborígenes Yuins. Tilba significaría viento en lenguaje Yuin. Otros dicen que el nombre es un término original Thawa y significaría "muchas aguas". La aldea fue fundada durante la fiebre del oro de Australia del siglo XIX.
Central Tilba es un pueblo a 2 km al nornoreste de Tilba. Los dos pueblos están completamente clasificados por el National Trust of Australia.